# Stars Align
Stars Align (星合の空, Hoshiai no Sora) est une série animée japonaise originale, écrite et réalisée par Kazuki Akane pour le studio 8-Bit. La série a été diffusée du 10 octobre au 26 décembre 2019.

## Synopsis
L'animé parle d'un jeune homme nommé Maki Katsuragi qui entre dans le club de soft tennis de son nouveau collège et de la rencontre des membres du club.

## Personnages
Maki Katsuragi (桂木 眞己, Katsuragi Maki)
Voix japonaise : Natsuki Hanae,
Le personnage principal, un nouvel élève qui fait ses débuts en soft tennis, et devient rapidement l'un des meilleurs joueurs du club. Ses parents sont divorcés, et il vit avec sa mère, passant une partie de son temps à l'aider pour les tâches ménagères.
Toma Shinjo (新城 柊真, Shinjō Tōma)
Voix japonaise : Tasuku Hatanaka
Le capitaine du club de soft tennis. Avant le recrutement de Maki, il était le seul membre sérieusement investi. Toma entretient une bonne relation avec son frère aîné Ryoma, un ancien membre du club de soft tennis. En revanche, sa mère semble lui vouer une haine profonde.
Itsuki Ameno (雨野 樹, Ameno Itsuki)
Voix japonaise : Yoshitsugu Matsuoka
Membre du club de soft tennis, il joue en paire avec Rintaro. Il a une brûlure depuis que sa mère lui a jeté de l'eau bouillante quand il était bébé, de ce fait il ne se change jamais avec les autres garçons, pour éviter les questions. Sa sœur aîné joue aussi au soft tennis.
Rintaro Futsu (布津 凜太朗, Futsu Rintarō)
Voix japonaise : Gen Satō
Vice président du club de soft tennis masculin, et partenaire d'Itsuki. Enfant illégitime né d'une grossesse non désirée, il commence à douter de ses capacités lorsqu'il apprend la vérité concernant sa naissance, bien qu'il soit aimé par ses parents adoptifs. Parmi les membres du club, il est celui avec le meilleur niveau académique.
Tsubasa Soga (曽我 翅翼, Soga Tsubasa)
Voix japonaise : Toshiyuki Toyonaga
Membre du club masculin, il joue en paire avec Shingo. Il est le cadet d'une famille de trois enfants. Il a fait du foot jusqu'au collège, avant de s'orienter vers le soft tennis au grand désarroi de son père.
Shingo Takenouchi (竹ノ内 晋吾, Takenouchi Shingo)
Voix japonaise : Keisuke Sato
Membre du club de soft tennis, il est le partenaire de Tsubasa.
Nao Tsukinose (月ノ瀬 直央, Tsukinose Nao)
Voix japonaise : Yūsuke Kobayashi
Membre du club, il joue avec Taiyo. Sa mère est farouchement opposée à ce qu'il joue au tennis, qu'elle voit comme une distraction ayant un impact négatif sur son niveau scolaire. Il souffre de mythomanie.
Taiyo Ishigami (石上 太洋, Ishigami Taiyō)
Voix japonaise : Kohei Amasaki
Membre du club, il est le partenaire de Nao. Ses parents sont très protecteurs envers lui.
Yuta "Yū" Asuka (飛鳥 悠, Asuka Yūta)
Voix japonaise : Yoshitaka Yamaya
Le manager du club de soft tennis. Il a des doutes concernant son genre, et ne s'identifie ni comme une fille ni comme un garçon, mais il n'a pas trouvé de terme lui correspondant. Il semble amoureux de Toma. Il entretient de très bonnes relations avec Maki qui semble être le seul envers qui il puisse se confier car ce dernier comprend les difficultés de la recherche de l'identité a l'âge adolescent.
Kanako Mitsue (御杖 夏南子, Mitsue Kanako)
Voix japonaise : Mayu Mineda
Une camarade de classe et la voisine de Maki. Elle regarde souvent les entraînements du club de soft tennis masculin. Elle est aussi fan d'art et plus spécialement de dessin. Celle-ci a tendance à exprimer tout haut ce qu'elle pense, n'hésitant pas à dénigrer les réactions de son entourage qu'elle juge complètement stupides.
Kei Takada (高田 希唯, Takada Kei)
Voix japonaise : Satsumi Matsuda
Namie Ameno (雨野 奈美恵, Ameno Namie)
Voix japonaise : Shiina Natsukawa
Kinuyo Kasuga (春日 絹代, Kasuga Kinuyo)
Voix japonaise : Maaya Sakamoto
La présidente du bureau des élèves. Elle est très stricte, et pense en termes de résultats. Cette philosophie la conduit à proposer un ultimatum au club de soft tennis masculin : s'ils ne gagnent aucun match officiel, le club sera dissous.
Takuto Murakami (村上 拓人, Murakami Takuto)
Voix japonaise : Makoto Furukawa (en)
Takayuki Sakurai (桜井 隆幸, Sakurai Takayuki)
Voix japonaise : Takahiro Sakurai
Sakura Muroi (室生 さくら, Muroi Sakura)
Voix japonaise : Yuko Kaida
Aya Katsuragi (桂木 あや, Katsuragi Aya)
Voix japonaise : Kaori Nazuka
La mère de Maki. Elle a divorcé alors que Maki était encore très jeune, et depuis elle travaille d’arrache-pied afin de le soutenir.
Kenji Kyobate (京終 健二, Kyōbate Kenji)
Voix japonaise : Kazuya Nakai
Le père de Maki et ex-mari d'Aya. Il est au chômage et a un comportement abusif envers Maki. Il passe régulièrement chez Maki afin de le forcer à lui donner de l'argent allant même jusqu'à le frapper si son fils ne lui obéit pas immédiatement.
Ryoma Shinjo (新城 涼真, Shinjō Ryōma)
Voix japonaise : Masaya Matsukaze
Toma's mother (柊真の母)
Voix japonaise : Ryoka Yuzuki

## Production et diffusion
Le 5 avril 2019, le studio 8-Bit annonce sur Twitter une collaboration avec Kazuki Akane sur un nouvel anime original
. Akane écrit et réalise la série et Itsuka en est le character designer. Yūichi Takahashi est directeur d'animation, et est également chargé d'adapter les personnages créés par Itsuka en vue de l'animation. La mise en scène revient à Miki Takeshita, le rôle de directrice artistique à Shiori Shiwa, et celui de directeur sonore à Jin Aketagawa. La bande originale est produite par FlyingDog  et composée par le groupe instrumental jizue. 12 épisodes sont annocés. Megumi Nakajima interprète Suisō, le générique d'ouverture, tandis que le générique de fin, Kago no Naka no Bokura wa, est interprété par AIKI de bless4,.
La série est diffusée du 10 octobre au 26 décembre 2019 sur TBS, BS-TBS, et d'autres chaînes,. En France, la série est diffusée par Wakanim. Un doublage en anglais est réalisé en parallèle par Funimation,.
En octobre 2019, deux danseurs accusent la série de plagiat de leur chorégraphie dans le générique de fin, et ces publications deviennent virales sur Twitter. En réponse, TBS Entertainment leur présente des excuses officielles.
Après la sortie du dernier épisode, Kazuki Akane révèle que la durée initialement prévue de l'anime était 24 épisodes, mais que le comité de production a décidé à la dernière minute de réduire la durée de la série. Akane a alors promis qu'il trouverait un moyen de terminer l'histoire en réalisant la suite.